# Bristol (Tennessee)
Bristol è una città della contea di Sullivan nel Tennessee, negli Stati Uniti. La popolazione era di 27 147 abitanti al censimento del 2020. È la città gemella di Bristol in Virginia, che si trova direttamente attraverso il confine di Stato tra il Tennessee e la Virginia. Il confine tra le due città è anche il confine di Stato, che corre lungo State Street nel loro comune quartiere centrale. Bristol è una delle principali città dell'area metropolitana di Kingsport-Bristol-Bristol, parte dell'area statistica congiunta di Johnson City-Kingsport-Bristol, comunemente nota come regione delle "Tri-Cities".
Bristol è probabilmente meglio conosciuta per essere stata la località di alcune delle prime registrazioni commerciali di musica country, le Bristol sessions, che successivamente lanciarono nel mondo della musica Jimmie Rodgers e la Carter Family, e in seguito divenne uno dei posti preferiti del musicista di montagna Uncle Charlie Osborne. Il Congresso degli Stati Uniti ha riconosciuto Bristol come "luogo di nascita della musica country" nel 1998, e il Birthplace of Country Music Museum si trova a Bristol. Bristol è la città natale di Tennessee Ernie Ford.
Bristol è anche il sito del Bristol Motor Speedway, un tracciato della NASCAR, una delle strutture automobilistiche più famose del paese.

## Geografia fisica
Secondo l'Ufficio del censimento degli Stati Uniti, ha una superficie totale di 32,44 mi² (84,02 km²).

## Società

### Evoluzione demografica
Secondo il censimento del 2010, la popolazione era di 26 702 abitanti. La rilevazione effettuata dieci anni dopo, nel censimento del 2020, ha aggiornato il dato a 27 147 residenti.

### Etnie e minoranze straniere
Secondo il censimento del 2010, la composizione etnica della città era formata dal 93,3% di bianchi, il 3,4% di afroamericani, lo 0,3% di nativi americani, lo 0,7% di asiatici, lo 0,0% di oceanici, lo 0,8% di altre razze, e l'1,4% di due o più razze. Ispanici o latinos di qualunque razza erano l'1,9% della popolazione.